# Agrochola phaeosoma
Agrochola phaeosoma là một loài bướm đêm trong họ Noctuidae.